# Danica Curcic
Danica Curcic, (på serbiska: Danica Ćurčić/Даница Ћурчић) född 27 augusti 1985 i Belgrad, dåvarande Jugoslavien, är en serbisk-dansk skådespelare uppvuxen i Danmark.

## Biografi
Curcic föddes i Belgrad, men flyttade 1986, när hon var ett år gammal, till Köpenhamn i Danmark då hennes far fick anställning på den jugoslaviska ambassaden där. Danica är ett vanligt serbiskt namn som betyder Danmark på latin, men det finns ingen koppling mellan namnet och flytten till Danmark. Planen var att familjen senare skulle flytta tillbaka till Jugoslavien eftersom faderns anställning bara skulle vara i två år, men dessa år förlängdes först till fyra, och sedan bröt krig ut i hemlandet. Släktingar i Jugoslavien uppmanade familjen att stanna kvar i Danmark tills läget blev lugnare, vilket innebar att familjen blev kvar i Danmark.

### Utbildning
Danica började på Sankt Annæ Gymnasium med inriktning på teater, musik och under gymnasietiden producerade hon ett antal kortfilmer. I gymnasiet drömde hon om att bli professionell pianist, och fick stöd av sin pianolärare som ansåg att Curcic hade talang. Dock var konkurrensen hård inom den klassiska musiken på skolan, och hon tröttnade på pianospelandet. Hon bestämde sig istället för att satsa på filmbranschen.
Efter gymnasiet sökte hon in till Ebeltoft Europæiske Filmskole, men blev inte antagen eftersom bara var 17 år, och därför för ung. Hon sökte istället film- och medievetenskap på Köpenhamns Universitet där hon blev antagen och avlade en kandidatexamen. Hon kände dock att den teoretiska utbildningen inte var riktigt rätt för henne, och att något saknades.
Efter universitetstiden hade hon en pojkvän som bodde i Kalifornien. Mittemot hans bostad låg en skola vid namn Dell'Arte, en skola med inriktning på fysisk teater. Efter att ha sett en grupp clowner gå omkring utanför teatern gick hon dit och insåg snart att skådespeleri var vad hon ville syssla med, och hon började studera på skolan. När hon var färdig med sin utbildning efter ett år blev hon erbjuden att stanna kvar i två år för att kunna avlägga en masterexamen. Hon tackade dock nej, och flyttade istället tillbaka till Danmark för att där söka in på Statens Scenekunstskole.  
Under ett av inträdesproven skulle de sökande spela olika djur. Curcic skulle spela ett lejon och hade siktat in sig på en sökande som spelade en mus. De två kom lite för nära varandra och i ett adrenalinfyllt ögonblick for motspelarens huvud rakt på Curcics näsa, så att den bröts. Curcic valde dock att spelade vidare med bruten näsa, och blev faktiskt antagen till den fyra år långa utbildningen.

### Karriär
Curcic examinerades från scenskolan år 2012 och fick direkt huvudrollen som Lulu i operan med samma namn på Det Kongelige Teaters stora scen. I föreställningen medverkade kända danska skådespelare som Jens Albinus, Søren Sætter-Lassen och Kirsten Olesen. Hon har sedan dess medverkat i en rad filmer och TV-serier, bland annat den svensk-danska TV-serien Bron och långfilmen Darling. 

#### Priser och utmärkelser
- 2014 – European Shooting Star[4]
- 2014 – Ove Sprogøe Prisen[5]
- 2015 – Robert för "Bästa kvinnliga biroll"[5]
- 2015 – Bodilpriset för "Bästa kvinnliga huvudroll" i filmen Stille Hjerte[5]
- 2015 – Nordisk Film Prisen[5]

## Filmografi (i urval)

### Film
- 2012 – Over kanten
- 2014 – Lev stærkt
- 2014 – Stilla hjärta
- 2016 – Flykten över sundet
- 2017 – Darling
- 2019 – Mødregruppen
- 2021 – Murina

### TV
- 2011 – Den som dræber
- 2013 – Bron
- 2015 – Wallander – Saknaden
- 2020 – Equinox
- 2021 – Kastanjemannen
- 2025 – Reservatet (TV-serie)